# Lethe styppax
Lethe styppax är en fjärilsart som beskrevs av Charles Oberthür 1890. Lethe styppax ingår i släktet Lethe och familjen praktfjärilar. Inga underarter finns listade i Catalogue of Life.